# 비글 (소프트웨어)
비글(Beagle)은 리눅스 및 기타 유닉스 계열 시스템을 위한 검색 시스템으로, 사용자가 문서, 채팅 기록, 이메일 및 연락처 목록을 검색할 수 있도록 한다. 아직 활발하게 개발되지는 않았다.
비글은 사용자 컴퓨터에서 유용한 정보를 확인하고 표시하는 초기 모노 기반 애플리케이션인 대시보드(Dashboard)에서 발전했다. 모노를 사용하여 C 샤프로 작성되었으며, Lucene.Net이라는 루씬(Lucene)을 C#으로 포팅한 인덱서를 사용한다. 비글은 Gtk# 기반 사용자 인터페이스를 포함하며, 상태 정보를 위해 갈라고(Galago)와 통합된다.
비글은 조 셔(Joe Shaw)가 오픈 소스 커뮤니티의 도움을 받아 개발 및 유지 관리했다. 주 기여자로는 존 트로브리지, 로버트 러브, 냇 프리드먼, 데이비드 캠프가 있다.